# Stanisław Antoszewski
Stanisław Antoszewski (ur. 12 września 1923 w Słubicach, zm. 29 stycznia 1999 w Mińsku Mazowieckim) – polski kolejarz, poseł na Sejm PRL VI i VII kadencji z ramienia PZPR.

## Życiorys
Syn Władysława i Józefy. Uzyskał wykształcenie średnie niepełne, z zawodu elektromonter. W czasie II wojny światowej został wywieziony na roboty przymusowe do Niemiec. Od 1946 pracował w Zakładach Naprawczych Taboru Kolejowego – początkowo w Gdańsku, a następnie w Mińsku Mazowieckim. W kwietniu 1962 wstąpił do Polskiej Zjednoczonej Partii Robotniczej. Zasiadał w egzekutywie Komitetu Wojewódzkiego partii w Siedlcach, w plenum Związku Zawodowego Kolejarzy oraz w Wojewódzkim Komitecie Frontu Jedności Narodu. W 1972 i 1976 uzyskiwał mandat posła na Sejm PRL w okręgu Siedlce. Zasiadał przez dwie kadencje w Komisji Komunikacji i Łączności, a w VII kadencji ponadto w Komisji Spraw Wewnętrznych i Wymiaru Sprawiedliwości.
Był mężem Zofii, z którą przeżył w związku ponad 50 lat.

## Ordery i odznaczenia
- Złoty Krzyż Zasługi
- Srebrny Krzyż Zasługi
- Medal 10-lecia Polski Ludowej
- Medal za Długoletnie Pożycie Małżeńskie (23 września 1997)[1]
- Odznaka „Przodujący Kolejarz”
- Złota Odznaka „Za zasługi dla województwa warszawskiego”